# A tanú szeme
A tanú szeme (eredeti angol címe The Eye of the Beholder) 1999-ben bemutatott kanadai–brit–ausztrál–amerikai bűnügyi thrillerfilm, misztikus–romantikus filmdráma, Stephan Elliott rendezésében, Ewan McGregor és Ashley Judd főszereplésével. A melodramatikus történet két pszichés zavarokkal küzdő személy, egy női sorozatgyilkos és egy férfi titkosügynök találkozásának következményeiről szól.

## Cselekmény
Stephen Wilson, gúnynevén „a Szem” a washingtoni brit nagykövetség belső biztonságért felelős ügynöke. Csúcstechnológiával felszerelve figyeli kollégái magánéletét. Pszichésen terhelt ember. Kislányát régóta nem látta, elvált felesége elvitte magával. Wilsont látomások gyötrik, a gyereket folytonosan maga körül látja, beszélget vele, ajándékokat vesz neki. Karácsony estéjén főnöke utasítására ellenőriznie kell, hogy a nagykövet fiának luxus életvitele nem jelent-e biztonsági kockázatot. Wilson bepoloskázza és megfigyeli a playboy washingtoni lakását, ahol egy nővel randevúzik. Szem- és fültanúja lesz, ahogy a nő megöli a férfit. Kép- és hangfelvételeket is készít a gyilkosságról, de a nő látványa rabul ejti. Nem hívja a rendőrséget, hanem követi a nőt a pittsburghi pályaudvarra. Saját látomásai összezavarják, hamis jelentést tesz a nagykövetségnek. Eltitkolja a gyilkosságot, a rendőrségi adatbázisokban kutat a nő után, és követi a New Yorkba tartó éjszakai vonaton is. Az álnéven utazó nő útközben elcsábít és megöl egy férfi utast. Wilson, aki előre bepoloskázta a hálókocsit, ismét tanúja a gyilkosságnak.
Wilson a nő sarkában marad New Yorkban is. Bepoloskázza, bekamerázza a nő szállodai szobáját és állandó megfigyelés alatt tartja. Közben saját látomásaival küzd, fantom-kislányával beszélget, és arra a következtetésre jut, hogy ez a nő is egy eltévedt, rémült kisgyerek. A szállodai recepciós jelzi a nőnek, hogy egy férfi jár a nyomában. A nő ideges lesz, de nem veszi észre Wilsont. Egy rendőrnyomozó keresi fel, egy régi közlekedési szabálysértés miatt. A nő szexet kínál fel neki, hogy elkerülje a bírságot, aztán saját pisztolyával agyonlövi a rendőrt, és eltávozik. Wilson ismét tanúja a gyilkosságnak, a szobából szövetmintákat gyűjt, elviszi a fegyvert és a bizonyítékokat, majd ismét a nő után ered. A nagykövet fiáról hamis jelentést ad le, az irányító központos lányt érzelmi zsarolással ráveszi, hogy a megszerzett DNS-minta alapján azonosítsa a nőt. Megtudja, hogy a szegény sorsú Joanna Erist kisgyermek korában elhagyta az apja. Pszichésen sérült, nevelőszülőkhöz adták, majd lopásért fiatalkorúak börtönébe került. A San Franciscó-i repülőtéren Joanna újabb álnéven megismerkedik egy gazdag, vak férfival, Alex Leonarddal. Wilson Bostonba repül, ahol Joanna egykori pszichiáternője, Dr. Brault elmondja, hogy a börtön után magához vette Joannát, és harcos szellemű, önmagáért kiállni képes lányt nevelt belőle. Wilson meggyanúsítja, hogy szexuális viszonyra vette rá a lányt, erre Dr. Brault kidobja.
Wilson a repülőúton is állandóan lehallgatja Joanna San Franciscó-i lakását, rádiótelefonos modemen keresztül. Megtudja, hogy feleségül akar menni Leonardhoz. A féltékeny Wilson nem akarja elveszíteni a nőt, akire már rögeszmésen rákattant. Lőállást foglal a nő házánál, kilövi Leonard autójának kerekét, a balesetben a vőlegény szörnyethal. A veszteségtől összetört, síró Joanna autóval elhajt a sivatag felé, Wilson követi. Joanna autója leáll, egy Gary nevű drogos srác felveszi. Heroin-injekcióval elkábítja, és meg akarja erőszakolni. Wilson megmenti, és félholtra veri Garyt. Közben a kábult nő Wilson autójával elmenekül.
A nagykövetség számonkérésre visszarendeli Wilsont. Az eltűnt playboy ügyét átadták az FBI-nak. Wilson nem hajtja végre az utasítást, hanem új hazugságokkal áll elő. Megtévesztett kollégái az amerikai adatbázisok alapján egy utahi kórházban megtalálják Joannát. Wilson utánamegy, megtudja, hogy a nő elvesztette magzatát. Wilson követi Joannát haza New York-i otthonába. Rálő a nő letartóztatására érkező FBI-ügynökökre. Joanna elmenekül, Wilson ismét a nyomába szegődik.
Joanna egy alaszkai vendéglőben álnéven pincérnőként dolgozik. Wilson rendszeresen odajár, és egyszer végre megszólítja a nőt, próbál közel kerülni hozzá. Egy napon civil ruhás rendőrök érkeznek Dr. Brault pszichiáternővel együtt, hogy segítségévél azonosítsák és letartóztassák Joannát. A doktornő úgy tesz, mintha nem ismerné fel Joannában régi pártfogoltját, de diszkréten jelzi neki és Wilsonnak a rendőröket. Wilson a saját lakókocsijába menekíti Joannát, aki itt meglátja a korábbi helyszíneken eldobott, de Wilson által összegyűjtött holmijait. Felismeri Wilsonban a férfit, akit már többször, több helyen látott. Elveszi Wilson pisztolyát, és rálő, de abban csak vaktöltény volt. A nő Wilson autójával elmenekül, az ügynök motorkerékpáron üldözi, végül az autó lefut az útról. Joanna halálosan megsérül, és az odaérkező Wilson karjaiban hal meg.

## Szereposztás
| Szerep                            | Színész           | Magyar hangja (1. szinkron, 2000) |
| --------------------------------- | ----------------- | --------------------------------- |
| Stephen Wilson, biztonsági ügynök | Ewan McGregor     | Anger Zsolt                       |
| Joanna Eris                       | Ashley Judd       | Kéri Kitty                        |
| Alexander Leonard, a vak ember    | Patrick Bergin    | Végvári Tamás                     |
| Dr. Jeanne Brault pszichiáternő   | Geneviève Bujold  | Tímár Éva                         |
| Hilary, vezérlő központos         | Kathryn Dawn Lang | Egri Márta                        |
| Mickey Argyle, utas a vonaton     | David Nerman      | Haás Vander Péter                 |
| James Cross korrupt nyomozó       | Don Jordan        | (n. a.)                           |
| Gary, drogos srác                 | Jason Priestley   | Bor Zoltán                        |

## A film címe
Az eredeti angol nyelvű cím „The Eye of the Beholder” Margaret Wolfe Hungerford (1855–1897) ír írónő 1876-os „Molly Bawn” című, 1876-ban megjelent regényéből származó, az angolszász nyelvterületen szállóigévé vált mondat egy része. Eredetiben: „Beauty is in the eye of the beholder.”, jelentése magyarul „A szépség a szemlélő szemében keletkezik).” Arra utal, hogy a világot saját személyes érzékelésünk, benyomásaink, szubjektív érzeteink szerint ítéljük meg.

Ez a mondat a filmben – a 2000-es magyar szinkronban: „A szépség attól függ, ki nézi.” – a főszereplő Wilson ügynök belépési kódja. A magyar nyelvű filmcím („A tanú szeme”) az eredetinek rövidített, színtelen fordítása.

## Fogadtatás
A film általában negatív kritikákat kapott. Bírálták a történet zavaros és valószínűtlen jellegét, valamint Elliott rendezési munkáját. 
A Rotten Tomatoes statisztikája is közepes kedveltséget mutatott. Értékelése szerint a színészek alakítása kiváló, de a cselekmény „valószínűtlen és zagyva” (improbable and muddled).

## További információ
- A tanú szeme a PORT.hu-n (magyarul)
- A tanú szeme az Internetes Szinkronadatbázisban (magyarul)
- A tanú szeme az Internet Movie Database-ben (angolul)
- A tanú szeme a Rotten Tomatoeson (angolul)
- A tanú szeme a Box Office Mojón (angolul)
- Le Voyeur (1999) (francia nyelven). AlloCiné.fr
- Das Auge - Eye of the Beholder (német nyelven). Filmdienst.de
- A tanú szeme (magyar nyelven). TMDB (The MovieWeb Adatbázis)
- A tanú szeme (magyar nyelven). MAFAB.hu